# France Culture

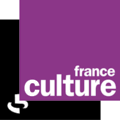
Logo da cadeia de rádio France Culture

France Culture é uma cadeia de rádio cultural francesa pertencente ao grupo Radio France que  é composta por France Inter, France Info, France Culture, France Bleu e France Musique.

## História
Em 20 de agosto de 1944 às 22h31, a Radiodiffusion de la Nation Française difunde  La Marseillaise na Radiodiffusion Nationale de Vichy em Paris controlada pela Resistência Francesa. Em 1957 passa a chamar-se France III-National e a fazer parte do grupo de ORTF. Com a criação da Radio France ela se junta ao grupo em 1 de janeiro de 1975 com o nome de France Culture.